# بيتون (صاروخ)
بيترونهو من فصيلة صواريخ جو-جو التي طورت في إسرائيل بواسطة رفائيل-شبكة تطوير الوسائل القتالية. أول صاروخين من عائلة بيتون هي شفرير 1 (1959) وشفرير 2 (1969). أم الطراز الثالث أطلق عليه بيتون 3 (1978)، وبعده تم تطوير بيتون 4 (1993). أما النسخة الأخيرة فهي بيتون 5- فدخلت الخدمة في عام 2005.
على مر السنين اعتبرت عائلة بيتون الأكثر تطوراً في العالم من هذا النوع. وفي المجمل أسقطت القوات الجوية الإسرائيلية بفضل صواريخ هذه العائلة حوالي 150 طائرة، من بينها مروحيات وطائرات وأيضا طائرات بدون طيار الصغيرة.

## التاريخ
في بداية الخمسينيات قدمت القوات الجوية الإسرائيلية للجهاز الأمني الإسرائيلي طلباً وسمات لإنتاج صاروخ جو-جو ذاتي. وذلك في إطار السياسات المتبعة انذاك والهادفة إلى دفع صناعات السلاح الإسرائيلي والحد من الاعتماد على الواردات العسكرية (إسرائيل كانت انذاك لا تزال تحت الحظر الأمريكي، وبعد سنوات من ذلك استبدل هذا الحظر بحظر فرنسي). وقامت هيئة تطوير الوسائل القتالية (رفائيل) بتطوير الصاروخ في عام 1959، تحت اسم «شفرير».

### شفرير 1
الطراز الأول كان محاولة للتطوير الذاتي، وخصص ليكون صاروخ صغير الأبعاد قادر على الإصابة المباشرة.
وهذه المحاولة فشلت بالفعل في مراحل الاختبارات الأولية. وتجارب الإطلاق التي نفذت كانت فاشلة تماماً- وفي حالات كثيرة لم ينطلق الصاروخ أصلاً، وعندما ينطلق-في الغالب كان المحرك يفشل بعد ثانية أو ثانيتين. فتوجه مهندسي رافائيل إلى تغيير المشروع، وقاموا بانتاج نسخة إسرائيلية من الصاروخAIM-9Bسايد وايندر الجديد، ذو إستشعار الأشعة تحت الحمراء، مع بعض التعديلات المعينة.
في الطراز الثاني لشفرير تم تكبير حجم محرك الصاروخ، وتم توسيع قطره (من 11 إلى 14 سم) وتم زيادة طوله (من 2 إلى 2.5 متر) واضيفت بكرات لكبح التدحرج والتي نقلت بالضبط من السايد وايندر، والرأس القتالي تضاعف وزنه ثلاثة اضعاف (من 11 إلى 30 كجم وهو حجم غير معتاد، يشير إلى أن مهندسي رافائيل لا يثقون في أن الصاروخ بالفعل يمكنه اصابة الهدف بشكل مركز). وفي المجمل تضاعف وزن الصاروخ (من 30 إلى 65 كجم)، ومدى اطلاق النار الخاصة بالصاروخ تم تحسينه بشكل مؤثر (من 3 إلى 9 كم بارتفاع عالي).
وعلى ضوء ذلك لم يثق المطورين انفسهم بعملية الصاروخ وعرضوا المزيد من التعديلات، وتقرر إنتاج وشراء حوالي 200 صاروخ بواسطة القوات الجوية في ديسمبر 1962، كتسليح جو-جو لطائرات الميراج 3 («سحاك») الجديدة. والتعديلات التي عرضت تم رفضها لأسباب تتعلق بالميزانية، لكن على الرغم من ذلك طرح المطورين على الورق عدد من التعديلات الأخرى المحتملة، والتي لم يتم تنفيذها مطلقاً.
وتجارب اطلاق النار التي تمت خلال شهري فبراير-مارس 1963 التي نفذت في فرنسا، كانت محبطة جداً. فتشغيله أمام هدف مناور شهد فشلاً ذريعاً. وقرر الجهاز الأمني تمويل استمرار التطوير، من خلال استيعاب الصواريخ في القوات الجوية. وفي تلك النسخ من الصاروخ أدخلت تعديلات تتعلق بالأساس بتطوير الرأس القتالي وفتيل المفرقعات، وتم استبدال المواد الناسفة بشحنة شظايا شديدة، على امل أن يمكن هذا الأمر الصاروخ من تدمير الهدف عن قرب باصابة كبيرة جداً.
في يوليو 1963 أجريت تجارب اطلاق نار أخرى بالصاروخ، كشفت أن الصاروخ كان عاجزاً عن تعقب الهدف مناور بـ 2 جي، ومن أجل الإصابة يجب اطلاقه بزاوية 10 درجات من خط الطيران الخاص بالهدف. وعملياً يتعلق الأمر بفشل الصاروخ. ونسب الإصابة المنخفضة (21% مع فتيل اتصال، و47% مع فتيل انجذابي) وكان هذا الامر بمثابة تحقق كابوس لمطوري الصاروخ، لكن عملياً سعوا إلى إنجاحه واجتياح جميع النسب المقابلة باستمرار التطوير –من خلال شفرير 2.
على الرغم من القرار الأول بالتزود بـ 200 صاروخ، اشترت القوات الجوية في النهاية حوالي 120 صاروخ شفرير 1، وبفضله تم اسقاط ثلاثة طائرات ميج-21، جميعها بعد حرب 1967. وتم اخرج الصواريخ من الخدمة حتى 29 ديسمبر 1970، وتم الإبقاء على 16 صاروخ على الأقل لاستخدامها في التدريبات.
والطرفة التي تثبت درجة عدم الثقة التي سادت في القوات الجوية في تلك الفترة ضد شفرير 1، تمثلت في أن القوات الجوية استخدمت صواريخ سوفيتية طراز فيمبل K-13(كود تعريف الناتو: اتول) كانت قد غنمتها إسرائيل أثناء احتلال شبه جزيرة سيناء خلال حرب 67. وتم استخدامها في الطائرات الاعتراضية طراز (ميراج 3) («سحاك») الموضوعة في مطار رفيديم (المعروف في مصر بمطار المليز) والخط الأول في الأعوام التي أعقبت الحرب. ومن سخرية القدر أنه على الرغم من تجارب اطلاق النار تلك كانت أكثر كفاءة من شفرير 1، فإنه في عدد من عمليات الإطلاق التي نفذت خلال حرب الاستنزاف لم يتم بواسطتها اسقاط أي طائرة مصرية.

### شفرير 2
عقب فشل تطوير «شفرير 1» تقرر البدء فوراً في تطوير جيل جديد هو «شفرير 2» من خلال استمرار تطوير الجيل الأول، واستخدم كأساس التطوير. وكان أول قرار باستخدام رأس انجذابي وفتيلة التصاق الأوتوتورنكس الخاص بشفرير 1، وعلى الرغم من انه بالفعل أثناء بداية التطوير خرجت إلى الأسواق صواريخ ذات رأس منجذب بارد ومستشعرات اوتوتورنكس (مثل AIM-9Dالأمريكي، الذي خدم هو الآخر في القوات الجوية الإسرائيلية مع رفع الحظر الأمريكي) وبعد فوات الاوان اتضح أن هذا القرار كان صحيحاً وأن صناعة السلاح الإسرائيلية لا يمكنها في ذلك الوقت تطوير منظومات متقدمة إلى حد كبير، في ظل ميزانية متواضعة مقارنة بالميزانيات الأمريكية، وعلى الرغم من ذلك فإنه في الظروف التنفيذية اثبت شفرير 2 تفوقاً على منافسيه.
ويمكن قبول أن مسيرة التطوير كانت جزئية. والمشكلة الرئيسية في مسيرته كانت هوية المنتج والمطور. فوزارة الدفاع طرحت مناقصة داخلية لتصنيع الصاروخ، من اجل تحسين وتخفيض تكاليف الإنتاج والتطوير. وفي بداية إنتاج الصاروخ في هيئة الصناعات العسكرية، لكن بعد ان تم الإعلان عن وجود صعوبات تواجه مسيرة إنتاج المشتملات، عادت رفائيل للصورة في البداية كمقاول ثانوي، وبعد ذلك كرائدة المشروع.
الاختلافات عن «شفرير 1» تركزت في منظومة التوجيه والحركة. وابعاد الرأس القتالي تم تصغيرها مرة أخرى إلى 11 كجم من المواد الناسفة، وقطر الصاروخ تم توسيعه من 14 إلى 16 سم. وعلى ما يبدو فإنه تم هنا أيضا تنفيذ إجراءات الهندسة العكسية من صاروخ سايد وايندر، الذي شكل أساس اقتباس العديد من الدول، لكونه واحد من أشهر صواريخ جو-جو في العالم. وفي جميع الأحوال تم استنتساخ جسم الصاروخ بدقة، بما في ذلك الذيل الفريد ذو بكر الثبات، وفي حالات معينة -مثلما في إسرائيل- ادخلت تعديلات تتعلق بتلك المشتملات. الرأس القتالي والفتيلة ومنظومة التوجيه كانت في الغالب ناتجة عن تطوير ذاتي.
«شفرير 2» كان لايزال محدود في عمله، لكنه أكثر نجاحاً من سابقه ضد الأهداف المناورة. فيما يشبه سائر الصواريخ الهجومية، فالصاروخ يمكنه التوقف فقط عندما توجه الطائرة المستهدفة ماسورة الطرد الخاصة بها تجاه الطائرة المطاردة، من خلال مخروط اغلاق ضيق نسبياً.
وبنظرة تهكمية، فإن شفرير دخل الخدمة العملية لأول مرة من خلال وضعه على طائرة ميج 21، التي فر طيارها العراقي إلى إسرائيل في 16 أغسطس 1966. وكان ذلك بعد أن انزعجت القوات الجوية الإسرائيلية من طلعات التصوير المصرية التي استخدمت فيها طائرات ميج 21 على ارتفاعات عالية وبسرعة تفوق سرعة الصوت. وكان الحل هو استخدام طائرة مشابهة، يمكنها الوصول إلى نفس الارتفاع ونفس السرعة، واسقاط طائرة التصوير بواسطة الصاروخ. وقام مهندسي رفائيل في عام 1967 بتزويد الطائرة بصاروخين شفرير من النسخة اللانهائية مع رأس قتالي وفتيل مشكوك فيهما، قدرت نسبة نجاح عملهما بحوالي 50%. وفي نهاية الأمر لم تتوغل المزيد من طلعات التصوير منذ ذلك الوقت وحتى نشوب حرب 67(وتدمير القوات الجوية المصرية) ولذلك لم يتم الاستعانة بهذه الطائرة مطلقاً.
واول عملية اسقاط يقوم بها الصاروخ كانت بداية دخوله الخدمة العملية النظامية، وذلك في الثاني من يوليو 1969 عندما اسقط الطيار «كوبي رختر» بواسطته ميج 21 مصرية، وخلال الفترة ما بين دخوله الخدمة التنفيذية وحتى نشوب حرب أكتوبر تم اطلاق 35 صاروخ نجحوا في إسقاط 17 طائرة (نسبة النجاح بلغت 48%) من بينها أربعة تم إسقاطها بالفعل في الأسبوع الأول.
كل سنوات تصميم «شفرير 2» تمت في ظل شراء صواريخ أمريكية (من طراز سايد وايندر AIM-9B/D) التي كانت أرخص من شفرير، وأيضا اثبتت قدرات قتالية. وكان قائد القوات الجوية موتي هود قد أوصى مساعد وزير الدفاع تسيبي تسور بشراء الصواريخ الأمريكية، ولكن تم احباط توصياته طوال الوقت، وتم دعم تطوير وشراء الصاروخ الإسرائيلي من جانب رئيس قسم الطيران بني بلد، حتى في ظل وجود تحفظات جزئية من التوصيات الجارفة للدرجات والرتب الأقل منه.
على الرغم من نجاحه في حرب الاستنزاف، إلا أنه خلال حرب أكتوبر كان لا تزال أطقم الطيران يشككون في قدرات شفرير امام الصواريخ الأمريكية، في الأساس بسبب وزنه الثقيل وقصوره. وبناء على هذا شكل شفرير مفاجأة الحرب، عقب نجاح الطيارين في استعماله بالتوافق مع قيوده.
وبشكل عام، أطلق في حرب أكتوبر 176 صاروخ شفرير 2، أسقطت 89 طائرة (بنسبة نجاح 50.7%) من خلال تتبعه طرازات سايد وايندر التي كانت في ذلك الوقت في خدمة القوات الجوية. وفي المجمل نسبت إليه 106 عملية اسقاط لطائرات ومروحيات خلال سنوات خدمته في القوات الجوية.
حتى عام 1978 تم تصنيع وتوريد للقوات الجوية 925 صاروخ تنفيذي وكذلك 85 صاروخ تدريبي، وانهى الصاروخ عملياته التنفيذية في 1980 . ونتيجة لتطويره صواريخ شفرير حصل مدير عام رفائيل زائف بونن، على جائرة أمن إسرائيل في عام 1970. وبنظرة للوراء يمكن القول أن قيود التطوير والميزانية، وكذلك فقره التكنولوجي، لم تحد من نجاح الصاروخ مقابل الصواريخ الأكثر تقدماً منه، وهو شكل أساس ناجح لمواصلة تطوير أسرة الصواريخ، التي حظيت بعد ذلك بالاسم الملائم «بيتون».

### بيتون 3

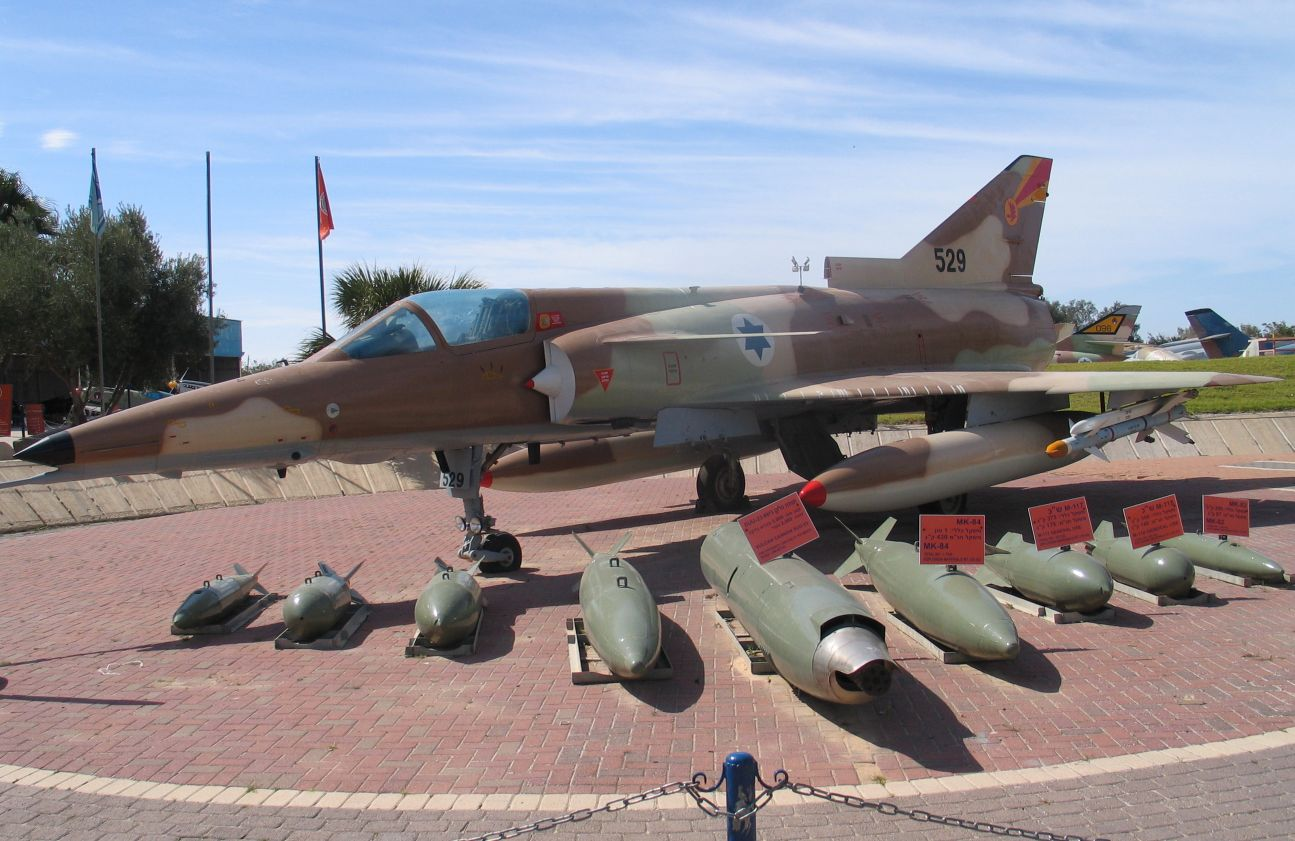
صاروخ بيتون 3

في عام 1978 دخل الخدمة التنفيذية صاروخ جديد، أطلق عليه بيترون 3، وكان هذا الصاروخ عملياً جيل جديد يعد استمراراً لسلسة شفرير، لكنه حظي باسم جديد وسهل على الأذن الغربية، الذي لائمه أكثر من شفرير (وهذا هو سبب لماذا لا يوجد بيتون 1 و2). ففي الوقت الذي كان شفرير يعني اليعسوب وهي حشرة تطير ولا تأذي فإن البيتون هو ثعبان خطير، ضخم يَخْنُق فريسته حتى الموت. بالإضافة إلى ذلك فإن كلمة بيتون متشابهه في العبرية والإنجليزية. وفي القوات الجوية الإسرائيلية يعرف هذا الصاروخ باسم تسفرير.
والفوارق بين شفرير والصاروخ الجديد بارزة بشكل كبير حيث يتعلق الأمر بصاروخ كبير الأبعاد نسبياً بالنسبة لصاروخ قصير المدى (لكنه لم يصل إلى حجم صاروخ متوسط المدى، مثل AIM-120 أمرام) الذي تمت إطلالته لتزويده بقذيفة حركة جديدة، التي سمحت للصاروخ مجال عمل يصل إلى 15 كم بارتفاع عالي وبسرعة تصل إلى 3.5 ماخ، مقابل 2.5 و5 فقط لسابقه (بالتوافق). وهناك اختلاف آخر وبارز في ذيل الصاروخ، ففي الوقت الذي كان فيه الذيل في سابقه موجود في حافة الصاروخ، تم اطالة مكون الحركة مما خلق مسافة بارزة ما بين طرف الصاروخ وذيوله، كما تم تكبير زاوية الذيل، وتغير شكله وسحبه للخلف. وبذلك صنع صاروخ ذو سمات خاصة، يمكن تميزه بسهولة وفق شكله الخارجي عن الصواريخ الأخرى.
التعديلات والتغييرات لم تتجاهل أيضا رأس التتبع والتوجيه. حيث أصبح في الإمكان اطلاق الصاروخ بزاوية تصل حتى 30 درجة من خط اطلاق النار الخاص بالطائرة، والانزلاق على الطائرة أيضا في اوضاع الطيران العمودي أو في مواجهة الطائرة المهاجمة. وهذه القدرة شكلت انفراجة طريق مؤثرة للقوات الجوية الإسرائيلية فحتى ذلك الحين كان في خدمته فقط صواريخ قادرة على الانزلاق فقط على القطاع الأخير للطائرة الهدف. وأهمية هذا الأمر هو أنه لم يعد يتطلب من الطيار المناورة ليصل خلف الطائرة الهدف. بالإضافة إلى ذلك تم الزعم على يد رفائيل أن لهذا الصاروخ مهارات أفضل من نظيره الأمريكيAIM-9Lبكل سماته مثل السرعة ونصف قطر التوجيه ومدى العمل.
واستخدمت الصواريخ كسلاح رئيسي للمعارك الجوية للطائرة F-4فاندوم («كورنس») وكافير الإسرائيليتين، وخلال عملية سلام الجليل وقبله أسقطت بواسطته 35 طائرة ومروحية سورية.

### بيتون 4

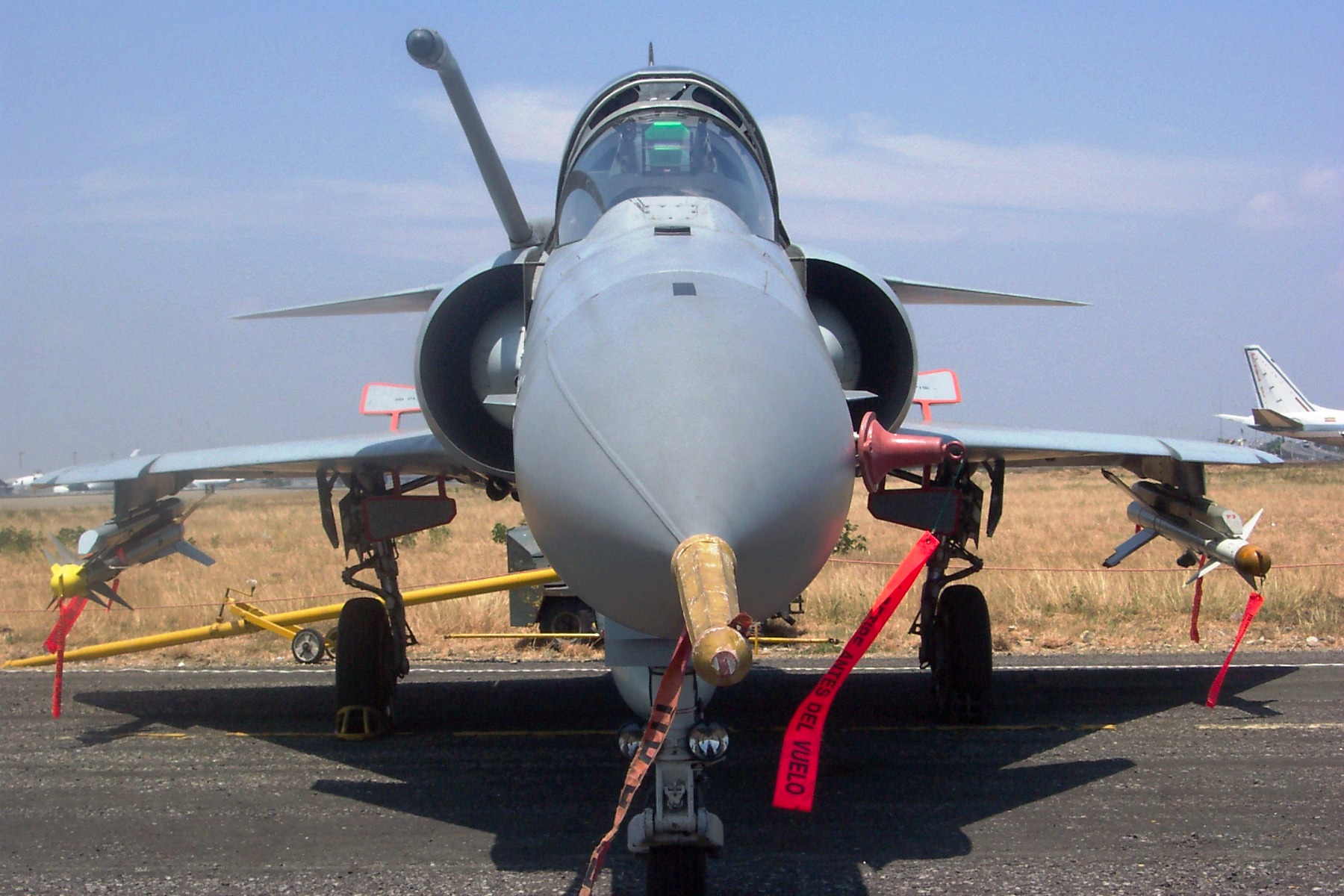
صاروخ بيتون 4

دخل بيتون 4 إلى الخدمة في أبريل 1993 (وكشف الصاروخ للجمهور في عام 1995) وشكل ثورة حقيقة في سلاح الصواريخ جو-جو قصيرة المدى.
بعد توحيد ألمانيا وسقوط حائط برلين في بداية التسعينيات، انكشف امام العالم الغربي صورة وضع كئيب: صواريخ فيمبل R-73السوفيتية الصنع، التي دخلت الخدمة في عام 1985 وبدء تطويرها في 1973، كانت على المستوى العملي الأكثر تطوراً من نوعها في العالم. حيث كان حتى ذلك الوقت يسود في أوساط دول حلف شمال الأطلنطي فكرة مستهينة بقدرات الصواريخ السوفيتية. وتجارب الإطلاق التي نفذت في ألمانيا على الطائرة ميج-29 أظهرت تفوقاً واضحاً للـ R-73على منافسه الغربي-السايد وايندر. وهذا الأمر دفع عملية تطوير الصواريخ ايريس-تي وAIM-132 اسرام الأوربيين. الـ R-73كسابقه مولينا R-60، كان صاروخ ذو تركيبة ديناميكية هوائية خاصة ولكن للصاروخ أيضا أربعة مسطحات توجيه وثبات في مقدمة الصاروخ (باقي الصواريخ الجو-جو في العالم كانت ذات أربعة مسطحات توجيه فقط).
أثناء الكشف عن بيتون 4 للجماهير العريضة، تم الكشف عن تركيبة ديناميكية هوائية تشبه إلى حد كبير R-73 : مسطحات ذيل طويلة ومسحوبة إلى الخلف من أجل الثبات، وعلى رأس التتبع يوجد أربعة مسطحات القيادة الأمامية المعروفة، مثبت أمامها أربعة مسطحات ثبات، واستبدلت بكرات الكبح بمسطحات قيادة مباشرة على منظومة التوجيه. وهذه التركيبة، التي اعتمدت على الأفكار الخاصة بالصواريخ الروسية، أدت إلى إنتاج صاروخ جديد تماماً وذو قدرة على المناورة التي كانت تعد حتى ذلك الوقت مستحيلة، فمثلاً نجد ان الصاروخ قادر على تنفيذ عملية دوران 220 درجة.
معظم مكونات الصاروخ تم استبدالها وتطويرها، بالإضافة إلى تعديل التصميم الديناميكي الهوائي تم استبدال منظومة التوجيه والتتبع. الآن مصطلح «أطلق وانسى» حظى بأهمية تختلف عن المألوف: والصاروخ يمكنه تتبع الأهداف المناورة أيضا بـ 9 جي، ذات حرارة منخفضة وذات تباين مخفض. ويعرف رأس التوجيه تخطيط أفضل محور طيران حتى إذا اخطأ الهدف في الفرصة الأولى- حيث ستظل هناك فرصة أخرى للإصابة.
بالإضافة إلى ذلك أضيف لأول مرة في طائرة حربية إسرائيلية خوذة مزودة بعدسة (من إنتاج البيط للمنظومات). وعدة الخوذة المثبتة على نظارة خوذة الطيار، التي تسمح للطيار الانزلاج إلى الهجف الغير موجود على خط اطلاق النار المألوف، مثل الطيران على خط بديل من المألوف للطائرة، أو تلك الموجودة في زاوية كبيرة نسبياً تجاه الطيران- وذلك بواسطة توجيه نظر الطيار تجاه الهدف وتشغيل رأس التعقب الخاص بالصاروخ نحو الملاحظة. والدمج بين عدسة الخوذة، وكفاءة المناورة العالية للصاروخ، والقدرة العالية لرأس التعقب برصد هدف حتى بزاوية عالية نسبياً لإتجاه الطيران، وتسمح للطيران بإطلاق الصاروخ واصابة أي هدف جوي، سواء بطيئة أو مناورة، الموجودة في زاوية ما في محيط نصف الكرة المواجه للطائرة. والمصطلح All Aspect(اسقاط كامل) تطور هو أيضا-وبينما كانت قدرات بيترون 3 محدودة جداً، إلا أن بيترون 4 يمكنه اكتساب لنفسه جملة «رؤية-انزلاق-اسقاط». ومن الآن لم يضطر الطيارين للمناورة الحادة بالطائرة من أجل الدخول لموقع اطلاق نار آمن، أو لتحرير الذخيرة أو خزان الوقود القافل للانفصال من أجل تخفيف وزن الطائرة قبل الدخول في القتال الجوي.
وهذا الصاروخ لم يمر أبداً باختبار عملي. بينما الأجيال السابقة حظيت بالعديد من عمليات الإسقاط في إطار الحروب السابقة، وزادت من خطورة القوات الجوية الإسرائيلية في أعين أعدائه العرب، فهذا الصاروخ لم يسقط أي طائرة غريبة طوال سنوات خدمته العملية، بدء من عام 1993 وحتى 2005، حينئذ دخل الخدمة التفيذية بيتون 5(الإسقاط الوحيد في تلك الفترة نسب للمروحية القتالية طراز AH-64 اباتشي، التي اسقطت طائرة خفيفة دخلت المجال الجوي الإسرائيلي).

### بيتون 5

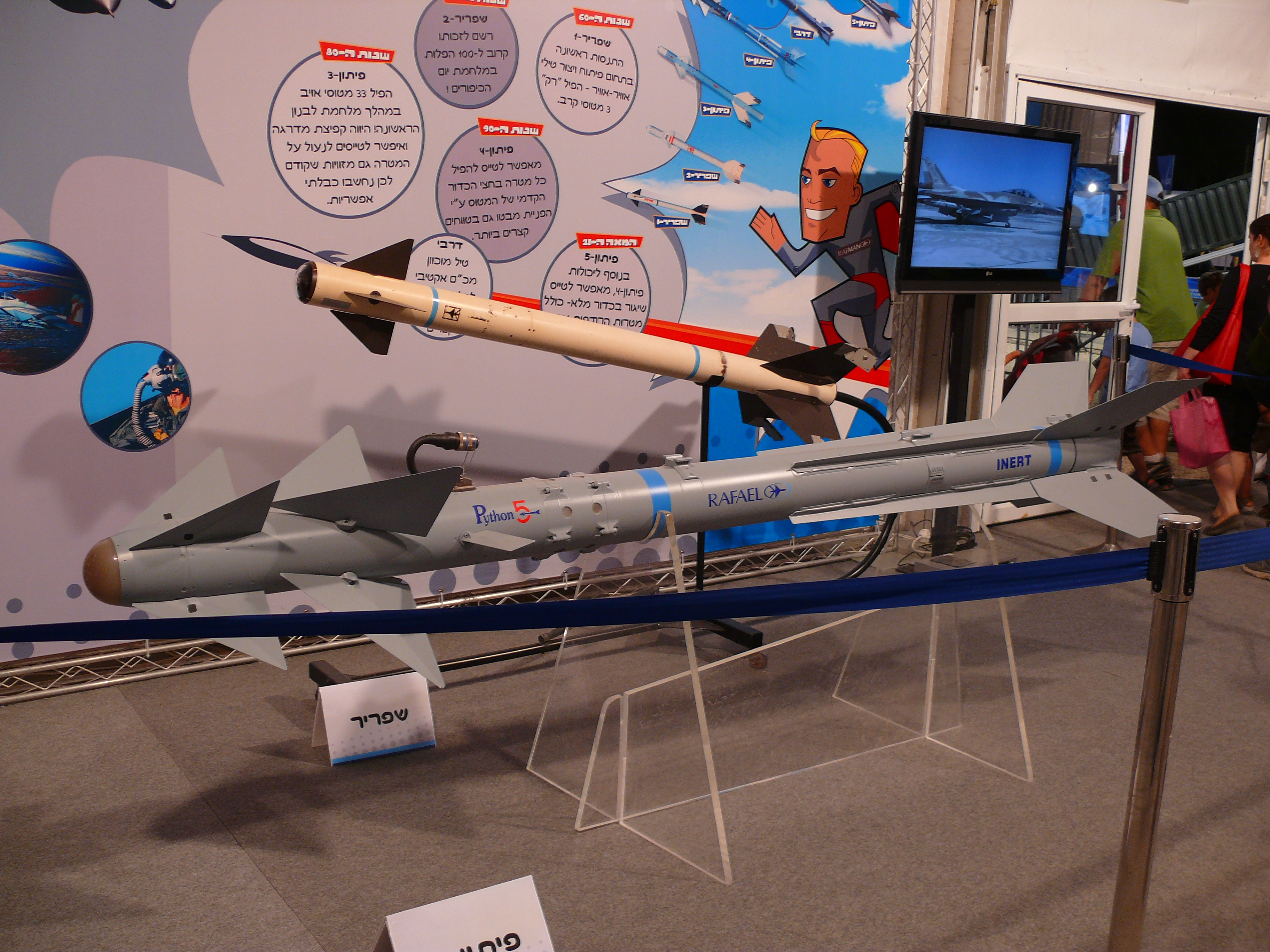
صاروخ بيتون 5

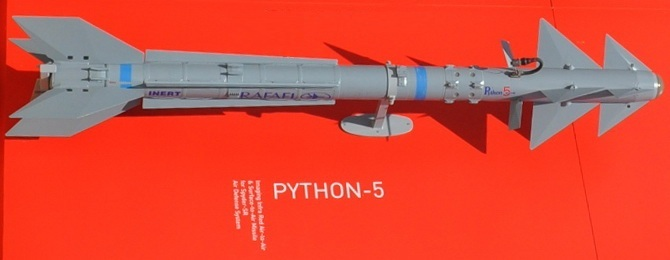
Python-5, the latest member in the Python family

دخل بيتون 5 الخدمة في عام 2005، وشكل استمراراً طبيعياً لبيتون 4. وعملياً لم تطلب القوات الجوية أبداً تطوير بديل عن بيتون 4 الذي وفر الاحتياجات العملية الخاصة بالسلاح. لكن في رفائيل أعتقدوا أنه من الجدير تطوير صاروخ معدل، ونجحوا في اقناع قيادات القوات الجوية بذلك، وفي عام 1997 بدء تطوير الصاروخ بيتون 5.
معظم الاختلافات بين الطرازات هي داخلية (وسرية)- متطوري الصاروخ اختاروا عدم الانتقال لأسلوب التعامل المتجه، والإبقاء على التصميم السابق. والفارق الخارجي الوحيد هو طول اتساع الجناحين (من 50 إلى 64 سم)، واطالة سنتيمتر واحد لجسم الصاروخ. ومدى الصاروخ تمت زيادته إلى 20 كم (مقابل 15)، وزيدت سرعته إلى 4 ماخ (مقابل 3.5). وتم تطوير رأس التتبع، ويمكنه تمييز الأهداف بشكل واضح أكثر من أي وقت مضى، إلا أن التعديل المؤثر، والأمر الذي جعل الصاروخ فريداً في هذا المجال، هو قدرته على الانزلاق نحو أي هدف، بدون ارتباط بموضع الطائرة المهاجمة حتى وإن كانت موجودة بالفعل من خلفه. وهذه القدرات الفريدة الخاصة بالصاروخ بيتون 5 تسمى «قدرة انزلاق كامل».
التعديلات التي ادخلت على رأس التتبع منحته قدرة متقدمة على تخيل الصورة: فبينما المستشعرات المزودة بالاشعة تحت الحمراء العادية «ترى» بقع ضوئية فقط، نجد أن المستشعر التخيلي مهيأ لرؤية فعلية، والتفريق بين أجزاء الهدف المختلفة-مقل التمييز بين بقعة ضوئية الناتجة عن القذائف الضوئية الخادعة وبين محرك الهدف (هناك مستشعر مقابل تم تطويره بواسطة ريثيون الأمريكية لاستخدام الصواريخ المناورة مثل AIM-9X سايد وايندر) وتلك التعديلات تستوجب استخدام حاسوب توجيه حديث بشكل خاص، الذي تم تغيره مرتين خلال تطوير الصاروخ. وهناك منتج آخر خاص بمنظومة التصوير هي القدرة على اصابة بدقة شديدة مركز الهدف وليس فقط منطقة المحرك، وكذلك لجلب احتمالات اسقاط مؤكدة.
بالإضافة إلى ذلك يمتلك الصاروخ قدرة انزلاق عقب الإطلاق وقدرة عمل أيضا تتخطى مجال رؤية الطيار (بالطبع ليس بالمعنى المعتاد، المستخدم لوصف الصواريخ متوسطة المدى، ولكن قريبة لذلك).

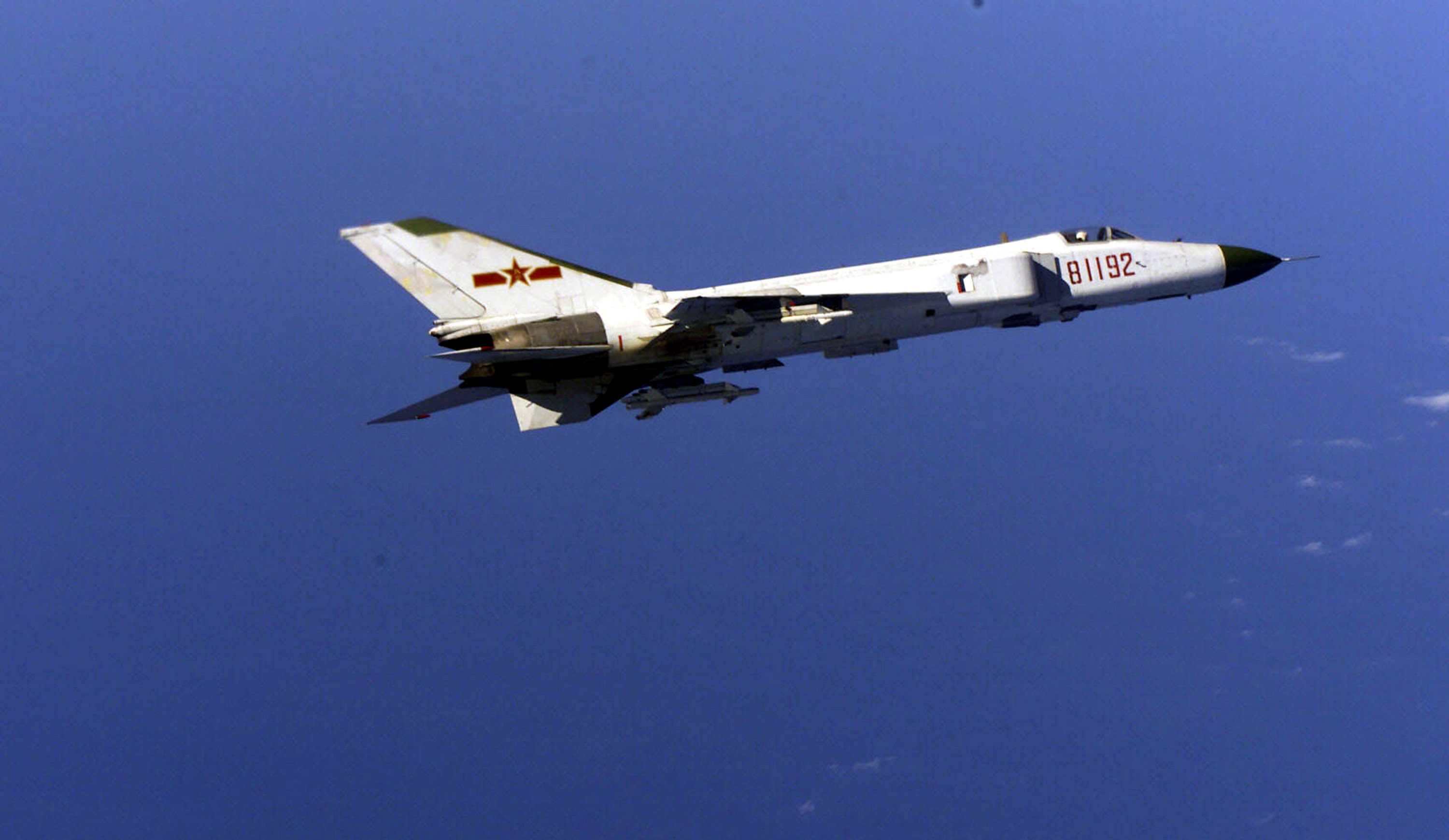
الطائرة الحربية الصينية J-8 مجهزه بصواريخ PL-8, النسخة الصينية لصواريخ بيترون3

## تطورات بيتون الأخرى

### صاروخ دربي

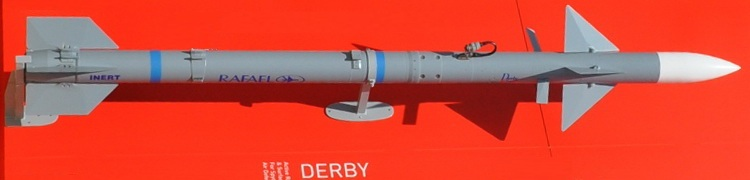
The Derby missile

يُعرف صاروخ ديربي أيضًا باسم ألتو ، وهو صاروخ موجه بالرادار النشط متوسط المدى (حوالي 50 كم (31 ميل)). على الرغم من أن الصاروخ ليس جزءًا من عائلة "Python" من الناحية الفنية ، إلا أنه نسخة مكبرة من بيتون-4 مع باحث رادار نشط.
الطول: 362 سم (143 بوصة)
المدى: 64 سم (25 بوصة)
القطر: 16 سم (6.3 بوصة)
الوزن: 118 كجم (260 رطلاً)
التوجيه: الرادار النشط
الرأس الحربي: 23 كجم (51 رطلاً)
المدى: 50 كم (31 ميل)
السرعة: ماخ 4

### I-Derby ER
في يونيو 2015 ، أكدت شركة رافائيل إنتاج I-Derby-ER ، وهو إصدار اوسع نطاقا من دربي ،حيث يزيد النطاق إلى (62 ميل ؛ 100 كم) ، بعد إصدار "Python 6" ؛ واستنادًا إلى إطلاق جوي تم التخلي عن صاروخ Stunner. لتحقيق مدى أكبر ، تتم إضافة محرك صاروخي صلب مزدوج النبض ، حيث تعمل النبضات الثانوية للطاقة مع اقتراب الصاروخ من الهدف على إطالة وقت الطيران. كما أنه يجمع بين الباحث والصمام في نظام استشعار ودمج متكامل لإفساح المجال للمحرك الجديد.
في مايو 2019 ، أفيد أن الهند كانت تخطط لتسليح مقاتلات سوخوي Su-30MKI بصواريخ I-Derby ER لتحل محل صواريخ R-77. في السابق ، في عام 2018 ، تم اختيارها بالفعل لمقاتلة HAL Tejas التابعة لسلاح الجو الهندي.
القطر: 16 سم (6.3 بوصة)
الوزن: 118 كجم (260 رطلاً)
التوجيه: الرادار النشط
الرأس الحربي: 23 كجم (51 رطلاً)
المدى: 50 كم (31 ميل)
السرعة: ماخ 4
في يونيو 2015 ، أكد رافائيل وجود I-Derby-ER ، وهو إصدار واسع النطاق من Derby يزيد النطاق إلى 54 nmi (62 ميل ؛ 100 كم) ، بعد إصدار "Python 6" استنادًا إلى إطلاق جوي تم التخلي عن صاروخ Stunner. لتحقيق مدى أكبر ، تتم إضافة محرك صاروخي صلب مزدوج النبض ، حيث تعمل النبضات الثانوية للطاقة مع اقتراب الصاروخ من الهدف على إطالة وقت الطيران. كما أنه يجمع بين الباحث والصمام في نظام استشعار ودمج متكامل لإفساح المجال للمحرك الجديد.
في مايو 2019 ، أفيد أن الهند كانت تخطط لتسليح مقاتلات سوخوي Su-30MKI بصواريخ I-Derby ER لتحل محل صواريخ R-77. في السابق ، في عام 2018 ، تم اختيارها بالفعل لمقاتلة HAL Tejas التابعة لسلاح الجو الهندي.

### سبايدر

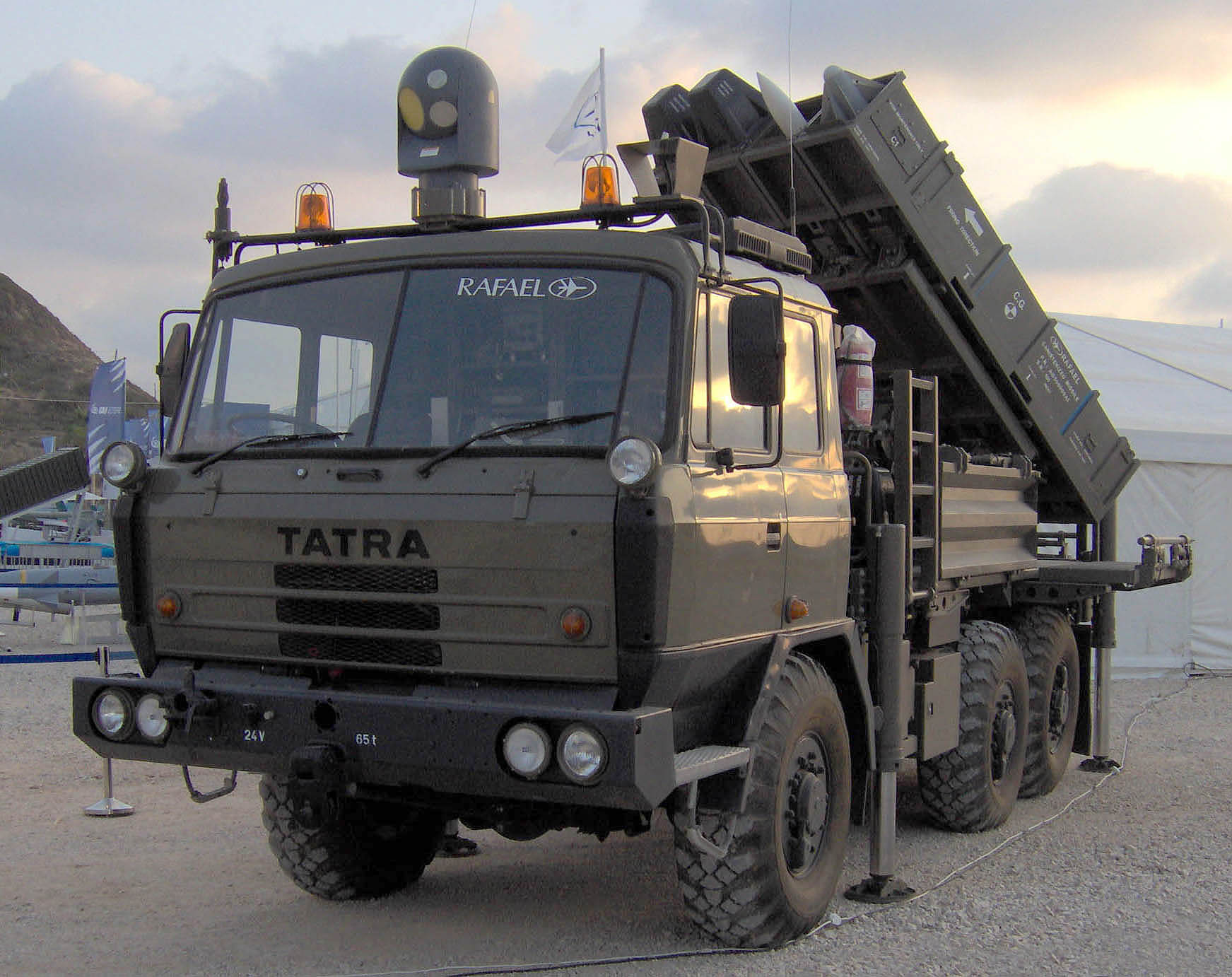
سبايدر - وحدة إطلاق الصواريخ

SPYDER هو نظام صاروخي أرضي متقدم مضاد للطائرات تم تطويره بواسطة شركة رفائيل والذي يستخدم لإطلاقات أرض- جو من صواريخ بيتون-5 و دربي.